# Gabrielle Enthoven
Gabrielle Enthoven OBE (nascida Augusta Gabrielle Eden Romaine, 12 de janeiro de 1868 – 18 de agosto de 1950) foi uma dramaturga inglesa, atriz amadora, arquivista, e prolífica colecionadora de ephemera relacionada com o teatro londrino. Em 1911, Enthoven começou a fazer campanha para a criação de uma secção de teatro num dos museus Britânicos. Em 1924, o Museu Victoria e Albert aceitou a sua coleção particular, a qual, nesse momento, era composta por mais de 80.000 cartazes e programas teatrais. Este acervo tornou-se o núcleo inicial dos arquivos de teatro e performance do museu. O conhecimento ímpar que Enthoven tinha dos palcos londrinos e da sua história valeu-lhe a alcunha de 'a enciclopédia teatral'.

## Primeiros anos
Gabrielle Enthoven nasceu no n.º 21 de New Street, Spring Gardens, Westminster, em Londres, filha de William Govett Romaine (1815-1893) e da sua primeira mulher Frances Pheobe Romaine (Tennant de solteira) (1822/3-1909). O ano de nascimento de Enthoven foi incorretamente anotado na Bíblia da família como 1870, um facto de que Enthoven não teve conhecimento até ao seu sexagésimo aniversário. Ao saber, Enthoven comentou: 'Que choque, querido. Eu dei uma festa lindíssima, John Gielgud e toda a gente estava a chegar, e de repente descobri que eu não fazia sessenta, mas sessenta e dois. Não é horrível?'
O seu pai foi Procurador Geral na Crimeia e na Índia, Assessor Jurídico do Conselho do Almirantado e Ministro no Egipto. Grande parte da infância de Enthoven foi passada no estrangeiro, acompanhando o seu pai em viagens entre vários postos na Índia e no Oriente Médio. No Egipto, Enthoven costumava conduzir a sua própria carruagem em ocasiões formais e percorreu o deserto com Charles George Gordon
Com a reforma do pai, em 1879, a família retornou a Inglaterra, estabelecendo-se numa casa chamada "O Antigo Priorado', próxima de Windsor, Berkshire , onde Enthoven viveu até a morte de seu pai, em 1893. 